# Saudareos
Saudareos — рід папугоподібних птахів родини Psittaculidae. Представники цього роду мешкають на островах Малайського архіпелагу.

## Таксономія
Рід Saudareos був введений у 2020 році для клади папуг, сестринської до роду Червоний лорі (Eos). Наукова назва роду Saudareos походить від сполучення слів індонез. saudari — сестра і наукової назви роду Eos. До роду були включені три види, яких раніше відносили до роду Лорікет (Trichoglossus) і один вид, якого раніше відносили до роду Строкатоголовий лорікет (Psitteuteles).

## Види
Виділяють п'ять видів:
- Лорікет мінданайський (Saudareos johnstoniae)
- Лорікет тиморський (Saudareos iris)
- Лорікет жовто-зелений (Saudareos flavoviridis)
- Saudareos meyeri[5]
- Лорікет сулавеський (Saudareos ornata)